# Patrick Malo
Bihetoué Patrick Malo (ur. 18 lutego 1992 w Wagadugu) – burkiński piłkarz grający na pozycji lewego obrońcy. Od 2022 jest zawodnikiem klubu Al Qadsia.

## Kariera piłkarska
Swoją karierę piłkarską Malo rozpoczął w klubie USFA Wagadugu. W 2013 roku zadebiutował w nim w burkińskiej pierwszej lidze. W 2013 roku przeszedł do klubu Société Omnisports de l’Armée z Wybrzeża Kości Słoniowej. Grał w nim przez dwa sezony.
W 2015 roku Malo został zawodnikiem algierskiego JS Kabylie. Swój debiut w nim zaliczył 22 sierpnia 2015 w zremisowanym 0:0 wyjazdowym meczu z MO Béjaïa. W JS Kabylie spędził rok.
Latem 2016 roku Malo przeszedł do egipskiego klubu Smouha SC, a w 2018 do Wadi Degla SC. W sezonie 2018/2019 grał w ASEC Mimosas, a w latach 2020-2022 w Hassani Agadir. W 2022 został zawodnikiem Al Qadsia.

## Kariera reprezentacyjna
W reprezentacji Burkiny Faso Malo zadebiutował 9 października 2015 roku w przegranym 1:4 towarzyskim meczu z Mali. W 2017 roku został powołany do kadry na Puchar Narodów Afryki 2017, a w 2021 na Puchar Narodów Afryki 2021.